# Anneslea
Anneslea es un género con 14 especies de plantas de flores de la familia Pentaphylacaceae. 

## Especies seleccionadas
- Anneslea alpina
- Anneslea amazonica
- Anneslea brasiliana
- Anneslea crassipes
- Anneslea dounaiensis
- Anneslea fragrans
- Anneslea hainanensis
- Anneslea lanceolata
- Anneslea monticola
- Anneslea paradoxa
- Anneslea rubriflora
- Anneslea spinosa
- Anneslea steenisii
- Anneslea ternstrocmioidea